# Roscoea cangshanensis
Roscoea cangshanensis är en enhjärtbladig växtart som beskrevs av M.H.Luo, X.F.Gao och H.H.Lin. Roscoea cangshanensis ingår i släktet Roscoea och familjen Zingiberaceae. Inga underarter finns listade i Catalogue of Life.